# 鲍里斯·格雷戈尔卡
鲍里斯·格雷戈尔卡（1906年8月2日—2001年3月19日），斯洛文尼亚男子体操运动员。他曾代表南斯拉夫参加1928年和1936年夏季奥林匹克运动会体操比赛，其中1928年奥运会获得一枚铜牌。